# Villa Defregger

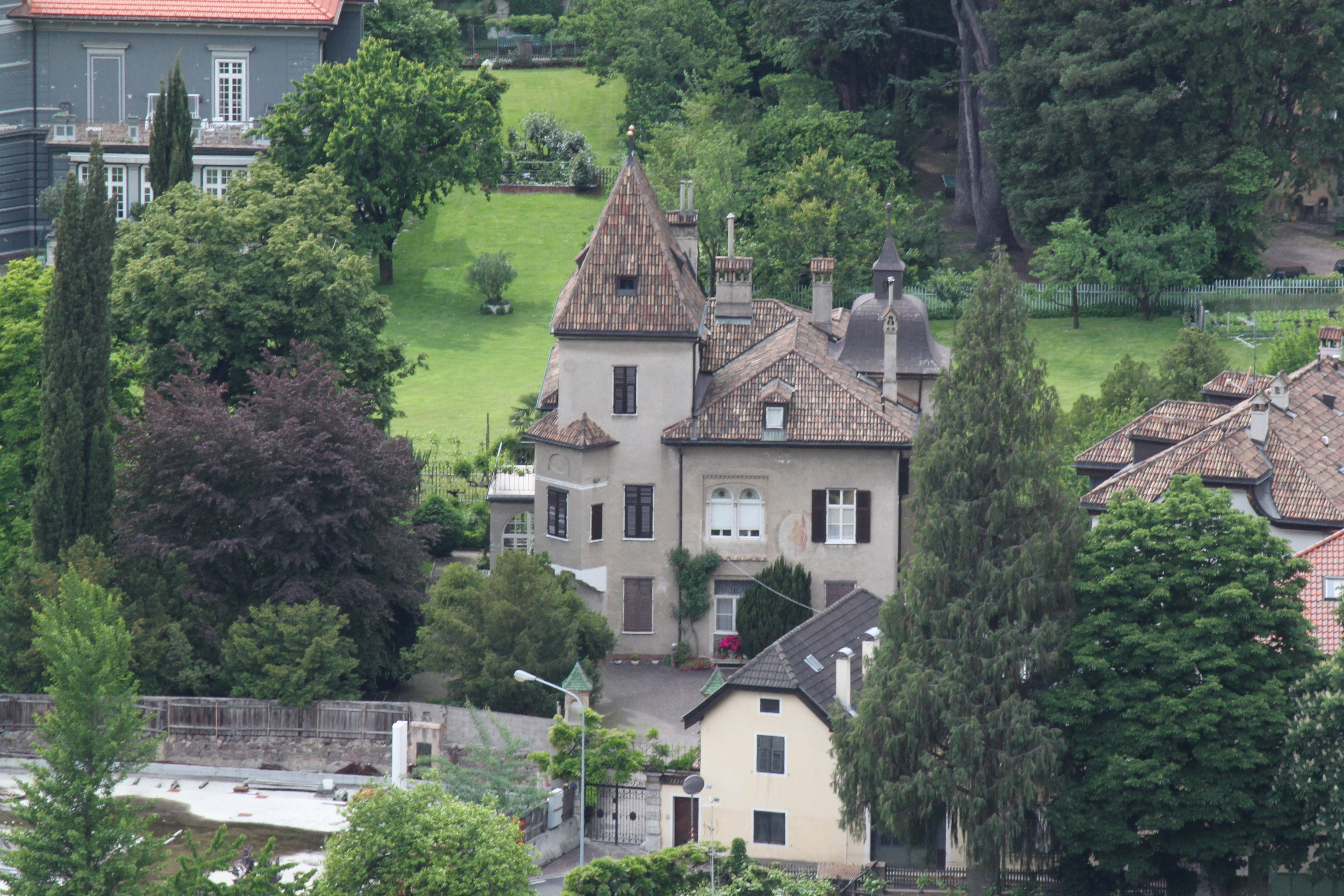
Das Bozner Haus des Malers Franz von Defregger

Die Villa Defregger ist ein seit 1985 denkmalgeschütztes Gebäude in der Weggensteinstraße in Bozen. Es trägt den Namen des Tiroler Malers Franz von Defregger.
Der historisierende Bau wurde 1879 nach Plänen des Bozner Stadtbaumeisters Sebastian Altmann für Defregger errichtet und 1889 erweitert. Es besitzt Türmchen, Doppelbogenfenster und einen gemalten Fries von Albert Stolz. Defregger wohnte und wirkte vorrangig in München, hielt sich aber für gewöhnlich zweimal im Jahr für längere Zeit in Bozen auf; hier bewohnte er ab 1872 samt seiner Familie die Villa Moser in der Runkelsteiner Straße, ehe er das neu errichtete Haus Defregger bezog. Hier war er auch ein häufiger Gast im Batzenhäusl, dem er nicht wenige Gemälde und Zeichnungen aus seiner Hand schenkte. Damit wurde später sogar ein eigener Raum – das Defreggerzimmer – ausgestattet. Nach Franz von Defregger ist in Bozen eine Straße benannt: heute im Stadtteil Gries, bis 1929 hieß die heutige Leonardo-da-Vinci-Straße Defreggerstraße.